# Тауберт, Иван Иванович
Иван Иванович Тауберт нем. Taubert Johann Caspar; 31 августа (12 сентября) 1717, Санкт-Петербург — 9 (21) мая 1771, Санкт-Петербург) — историк, библиотекарь, типограф.

## Биография
Отец — Иоганн Тауберт, уроженец Саксонии.
Он был в числе первых учащихся академической гимназии. Уже 20 июня 1732 года решением президента Академии наук Л. Л. Блюментроста был принят на службу с предписанием «обретаться при Кунст-камере и Библиотеке». В 1733—1736 годы юный ученик занимался переводом на русский язык «St. Petersburgische Zeitung» («Санкт-Петербургские ведомости»); одновременно, вместе с В. Е. Адодуровым и секретарем Академии С. С. Волчковым, переводил и «Примечания на Санкт-Петербургские ведомости». Первый напечатанный отдельным изданием его перевод «Рисовальной книги» Иоганна Даниэля Прейслера (1734). В 1735 году он разбирал присланные из Новгорода в Академию наук документы исторического содержания и переводил список названий сибирских растений, полученный из 2-й Камчатской экспедиции. 29 мая 1738 года Тауберт был назначен адъюнктом исторического класса. 22 мая 1744 года был напечатан первый каталог библиотеки Академии, составленный Таубертом.
В августе 1748 года Тауберт уехал в Саксонию для решения дел о наследстве, оставшемся после смерти отца. Побывал во многих городах Европы, в Гамбурге и Копенгагене посещал библиотеки и изучал способы расстановки книг и каталоги. В октябре 1749 года привёз ряд книг и экспонатов для библиотеки и Кунсткамеры. В 1754 году включён от академии в состав особой комиссии по сочинению нового Уложения. 24 марта 1758 года ему было поручено заведование всеми академическими мастерскими, а также типографией и книжной лавкой академии. В это же году получил чин коллежского советника. В июне 1759 года усилиями Тауберта была создана отдельная от академической типографии так называемая Новоучреждённая (Новозаведённая) типография; она находилась фактически в полном распоряжении Тауберта: книги, печатавшиеся в ней, продавались через книжную лавку академии, но все доходы, полученные от их продажи, шли на нужды этой типографии. В июне 1762 года в этой типографии Таубертом был напечатан манифест императрицы Екатерины II и текст присяги ей на немецком и французском языках. По всей видимости, именно в благодарность за это он был произведен 19 июля 1762 года в статские советники и библиотекариусы его императорского величества.

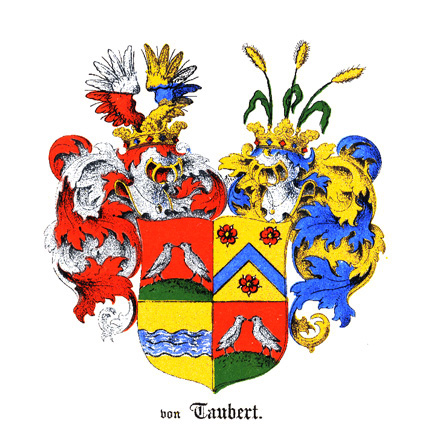
герб И. И. фон Тауберта

В 1765 году Тауберт стал одним из авторов (совместно с А. А. Нартовым и И. Г. Леманом) «Плана и устава Вольного экономического общества к приращению в России земледелия и домостроительства».
15 октября 1766 года, назначенный директором академии наук, граф В. Г. Орлов отдал распоряжение о ревизии иностранной книжной лавки, подчинявшейся Тауберту. Созданная для проведения ревизии комиссия (академики Л. Эйлер, И. Л. Эйлер, И. Г. Леман, С. К. Котельников, С. Я. Румовский) 16 апреля 1767 года запретила Тауберту осуществлять свою работу в библиотеке и Кунсткамере без ведома и разрешения комиссии. В том же году Новоучреждённая типография была присоединена к старой Академической, а Тауберта отстранили от типографских дел. С этого момента основным его занятием осталась переводческая деятельность.
Тауберт был женат, с 18 октября 1750 года, на Элеоноре Доротее (1730—1803), дочери И. Д. Шумахера.